# Tenzin Gyatso, XIV. Dalaj lama
Dalaj lama XIV., duhovnim imenom Tenzin Gyatso (Takster, 6. srpnja 1935.), četrnaesti je po redu tibetanski duhovni i svjetovni vođa. Tibetanci vjeruju da je Dalaj lama reinkarnacija Bude, čiji duh nakon smrti ulazi u tijelo novorođenog dječaka kojeg identificiraju tradicionalnim metodama. Poznat je širom svijeta kao promicatelj budizma i borbe za tibetanska prava i slobode.

## Životopis
Rodio se kao Lhamo Thondup, peti je od šesnaestero djece u poljoprivrednoj obitelji na Tibetu u pokrajini Amdo. S dvije godine proglašen je kao Tulku (reinkarnacija) trinaestog Dalaj lame, a ustoličen je 1940. godine. Dana 17. studenoga 1950. godine, u dobi od petnaest godina, proglašen je čelnikom Tibeta i najvažnijim političkim upraviteljem. To se dogodilo u vrijeme kada se Tibet suočavao s nasilnom okupacijom Narodne Republike Kine. Neko vrijeme nastojao je održati suradnju s komunističkim vlastima pa je 1954. godine potpisao sporazum s Mao Ce-tungom prema kojem je ostao na vlasti kao nominalni vladar Tibeta.
Nakon neuspjeha Tibetskog pokreta otpora koji je bio pokrenut u Lhasi, Tenzin Gyatso je bio prisiljen napustiti Tibet 1959. godine i skloniti se zajedno sa svojim pristalicama u Indiju, gdje pokušava uspostaviti središnju tibetsku administraciju (Tibetska vlada u egzilu), ujedno tražeći načina kako sačuvati tibetsku kulturu i prosvjetu. Tisuće izbjeglica slijedilo je Dalaj lamu u Indiju. Dalaj lama se iz izbjeglištva obratio Ujedinjenim narodima s molbom da promisle o tibetanskom pitanju. Opća skupština Ujedinjenih naroda izglasal je tri rezolucije koje se tiču Tibeta (1959., 1961. i 1965. godine).
Karizmatični i priznati javni govornik, Tenzin Gyatso je prvi Dalaj lama koji je otputovao na Zapad gdje je nastojao upoznati svijet s budizmom i promovirati koncept univerzalne odgovornosti, etike i međureligijske komunikacije. Proputovao je 67 zemalja na šest kontinenata te primio niz nagrada i počasnih doktorata zbog zalaganja za mir, nenasilne metode djelovanja, međureligijsko razumijevanje, opću odgovornost i suosjećanje. Godine 1989. dobio je Nobelovu nagradu za mir za svoj nenasilni otpor kineskoj okupaciji. Dalaj lama XIV. posjetio je i Hrvatsku 2002. godine.
Autor je i suator više od stotinu knjiga. Godine 2011. umirovio se sa svjetovnih dužnosti, budući da je do tada djelovao i kao politički poglavar Tibetanaca u izbjeglištvu.

## Vanjske poveznice
- Dalaj lama XIV. Hrvatska enciklopedija
- Kratki životopis Dalaj lame XIV. - dalailama.com (engl.)
- Dalaj lama XIV. Britannica (engl.)